# Битва при Вадімонському озері (310 до н. е.)
Битва біля Вадімонського озера — бій, що відбувся у 310 до н. е. між військами Стародавнього Риму та його противниками на берегах Вадімонського озера (лат. Vadimonis) в Італії.

## Перша битва
Мала місце у часи Другої Самнітської війни, під час якої етруски, будучи союзниками самнитів, виступили проти Риму, погрожуючи його північним володінням. Зрештою римська й етруська армії зустрілися біля Вадімонського озера поблизу Фалерії. У цій битві римські війська, під командуванням консула Квінта Фабія, розгромили етрусків, після чого етруське місто Тарквінія уклало з Римом мирний договір на 40 років.